# Gabriel Barylli
Gabriel Barylli född 31 maj 1957 i Wien Österrike, österrikisk författare, skådespelare, regissör och manusförfattare. 

## Filmografi (urval)
- 1994 - Une femme française
- 1986 - Welcome in Vienna
- 1985 - Eine blassblaue Frauenschrift
- 1985 - August Strindberg ett liv (TV)